# 주파라과이 중화민국 대사관

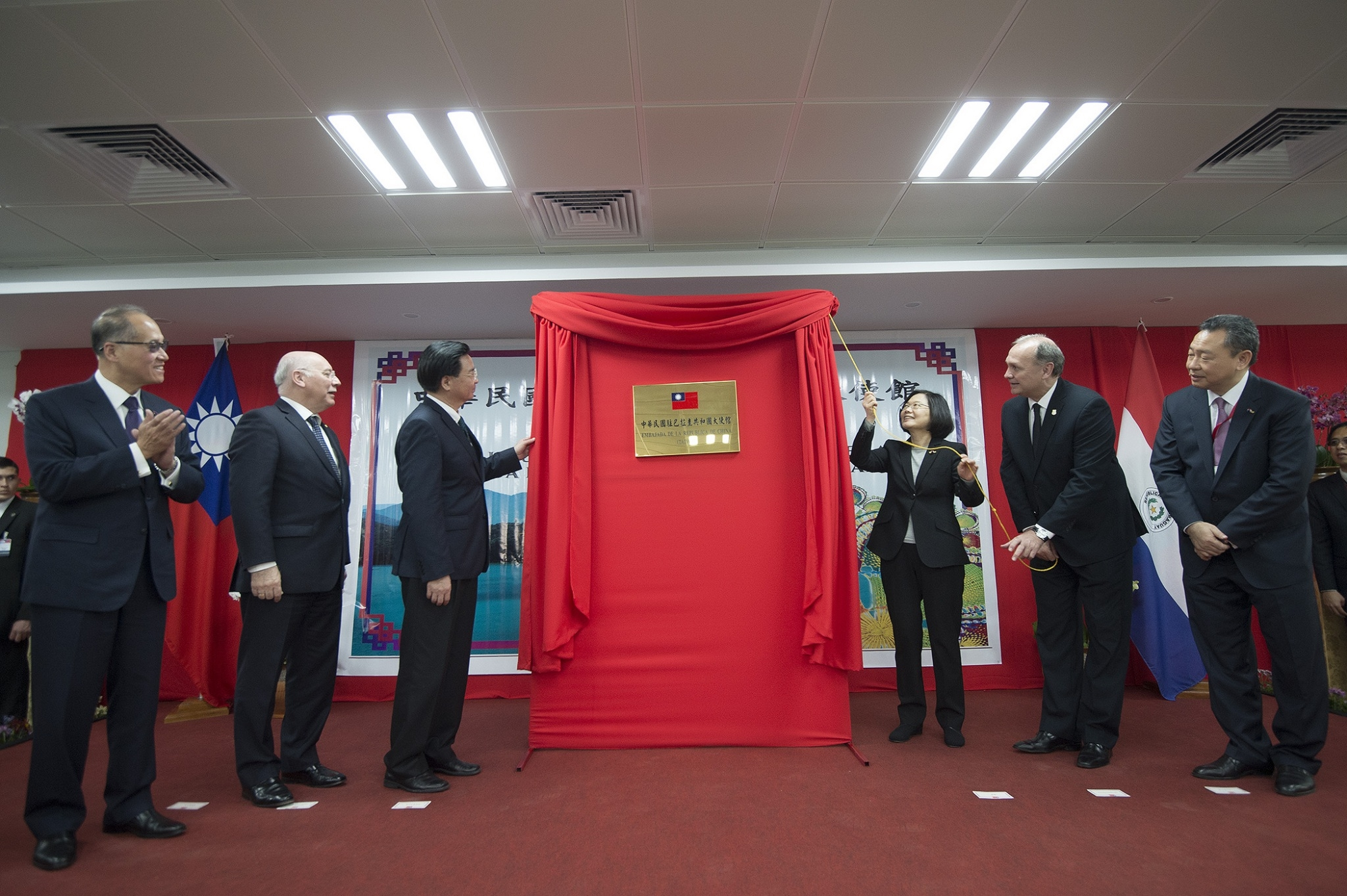
주파라과이 중화민국 대사관 신관 제막식 사진. 차이잉원 중화민국 총통(우측에서 세번째)이 제막식에 참석했다. (2016년 6월 28일)

주파라과이 중화민국 대사관(中華民國駐巴拉圭大使館, Embajada de la República de China (Taiwán) en Paraguay, Embassy of the Republic of China (Taiwan) in Paraguay)은 중화민국이 파라과이의 수도 아순시온에 설치한 대사관이다. 1957년 7월 12일에 양국간의 외교관계가 수립이 되었다. 1959년 11월 29일에 대사관이 정식으로 개설되었다. 산하에 주시우다드델에스테 중화민국 총영사관을 두고 있다.

## 대사
2018년 4월 26일 저우린(周麟) 대사가 오라시오 카르테스 파라과이 대통령에게 신임장을 봉정한 다음에 특명전권대사의 임무를 수행하고 있다.

## 주소
Avda. Aviadores del Chaco 3100, Esquina Iturbe, Piso 13, Asunción

## 같이 보기
- 중화민국 외교부